# Platyrhynque à poitrine fauve
Rhynchocyclus fulvipectus
Ne doit pas être confondu avec Platyrhynque à poitrine jaune.
Espèce
Statut de conservation UICN

 LC  : Préoccupation mineure
Le Platyrhynque à poitrine fauve (Rhynchocyclus fulvipectus), aussi appelé Bec-plat à poitrine fauve et Tyranneau à poitrine fauve, est une espèce de passereaux de la famille des Tyrannidae,.

## Distribution
Cet oiseau vit dans les Andes, de la Colombie à l'ouest de la Bolivie, ainsi qu'à l'extrême ouest du Venezuela,,.

## Systématique
Cette espèce est monotypique selon la classification de référence du Congrès ornithologique international (version 9.1, 2019).